# Тюменцева (Иркутская область)
Тюме́нцева — деревня в Качугском районе Иркутской области России. Входит в Верхоленское муниципальное образование. 
Находится на правом берегу Лены, в 25 км к северо-западу от центра сельского поселения, села Верхоленск.

## Население
| 2002 | 2010 | 2011 | 2012 |
| ---- | ---- | ---- | ---- |
| 49   | ↘24  | →24  | →24  |

По данным Всероссийской переписи, в 2010 году в деревне проживали 24 человека (9 мужчин и 15 женщин).